# لوسيان مارس
لوسيان مارس (بالفرنسية: Lucien March)‏ هو مهندس فرنسي، ولد في 1859، وتوفي في 1933.